# Morgan Nicholls
Morgan Nicholls (Londra, 18 marzo 1971) è un musicista britannico, noto per essere stato il collaboratore del gruppo musicale rock Muse dal 2004 al 2019.
Ha accompagnato la band nei concerti per suonare i brani che non possono essere interamente interpretati dai tre componenti.

## Biografia
La band si rivolse a Nicholls per la prima volta nel 2004, quando Chris Wolstenholme si ruppe il polso giocando a calcio.
Nel 2006, quando i Muse pubblicarono il quarto album in studio Black Holes & Revelations, Nicholls venne richiamato dalla band per diventare, a tutti gli effetti, un session-man che accompagna il gruppo durante le esibizioni dal vivo. Durante i concerti suona principalmente la tastiera, ma si sposta occasionalmente alla chitarra elettrica durante i brani in cui il frontman Matthew Bellamy siede al pianoforte. Durante i tour in promozione al sesto e al settimo album in studio The 2nd Law e Drones, ha suonato la chitarra elettrica anche nei brani in cui Bellamy ha scelto di non suonare alcuno strumento (come Follow Me, Starlight, Dead Inside o Uprising), lasciando che le tastiere venissero riprodotte da basi pre-registrate. Nello stesso tour, è stato lui l'esecutore del brano The 2nd Law: Isolated System, suonato insieme a Dominic Howard.

## Discografia

### Da solista
Album
- 2000 – Organized

Singoli
- 1999 – Miss Parker
- 1999 – Soul Searching
- 2000 – Flying High
- 2000 – Sitting in the Sun

### Con i Senseless Things
- 1989 – Postcard C.V.
- 1991 – The First of Too Many
- 1993 – Empire of the Senseless
- 1995 – Taking Care of Business

### Con i Vent 414
- 1996 – Vent 414

### Altre collaborazioni
- 2005 – Gorillaz – Demon Days
- 2008 – Muse – HAARP
- 2012 – Muse – Summer Stadiums 2010 EP
- 2013 – Muse – Live at Rome Olympic Stadium